# Гастон Сіпре
Гастон Сіпре (фр. Gaston Cyprès, 19 листопада 1884, Ла-Корнюай — 18 серпня 1925) — французький футболіст, що грав на позиції півзахисника за «СА Парі» та національну збірну Франції.

## Клубна кар'єра
У дорослому футболі дебютував 1903 року виступами за команду «СА Парі», кольори якої захищав протягом наступних семи років.

## Виступи за збірну
1904 року дебютував в офіційних матчах у складі національної збірної Франції. Протягом наступних п'яти років провів у її формі 6 матчів, забивши 2 голи.
У складі збірної був учасником футбольного турніру на Олімпійських іграх 1908 року у Лондоні.
Помер 18 серпня 1925 року на 41-му році життя.